# San Giorgio a Colonica
San Giorgio a Colonica è un piccolo centro facente parte del comune di Prato, di cui è frazione. Una piccola parte dell'abitato, composta quasi esclusivamente di case costruite nel dopoguerra, si trova invece in tenimento di Campi Bisenzio. L'estensione maggiore, che comprende la parte più antica con la chiesa parrocchiale, si trova nella circoscrizione sud del comune di Prato.

## Storia
Negli anni settanta del XX secolo la piana tra San Giorgio a Colonica e Sant'Angelo a Lecore fu candidata a ospitare il nuovo aeroporto fiorentino, progetto poi abbandonato sia per le opposizioni dei comuni di Campi Bisenzio e Prato che per la decisione di potenziare l'aeroporto di Firenze-Peretola. Nei successivi anni ottanta e novanta la frazione salì agli onori della cronaca per la decisione dell'amministrazione pratese di costruirvi un inceneritore, opera poi non realizzata per l'opposizione della popolazione locale e dell'amministrazione comunale di Campi Bisenzio.
San Giorgio a Colonica ha visto in questi ultimi anni un grande sviluppo edilizio e industriale, soprattutto nel lato pratese, grazie alla notevole espansione che l'amministrazione laniera ha sviluppato nella fascia meridionale del proprio territorio (i cosiddetti "macrolotti"). Sul lato del comune di Campi Bisenzio è invece prevista una valorizzazione dal punto di vista ambientale con la realizzazione del cosiddetto Parco delle Miccine.

## Monumenti e luoghi d'interesse
- Casa torre medievale
- Chiesa di San Giorgio a Colonica, la chiesa più importante del luogo; contiene mosaici.
- Villa Colzi, di epoca rinascimentale

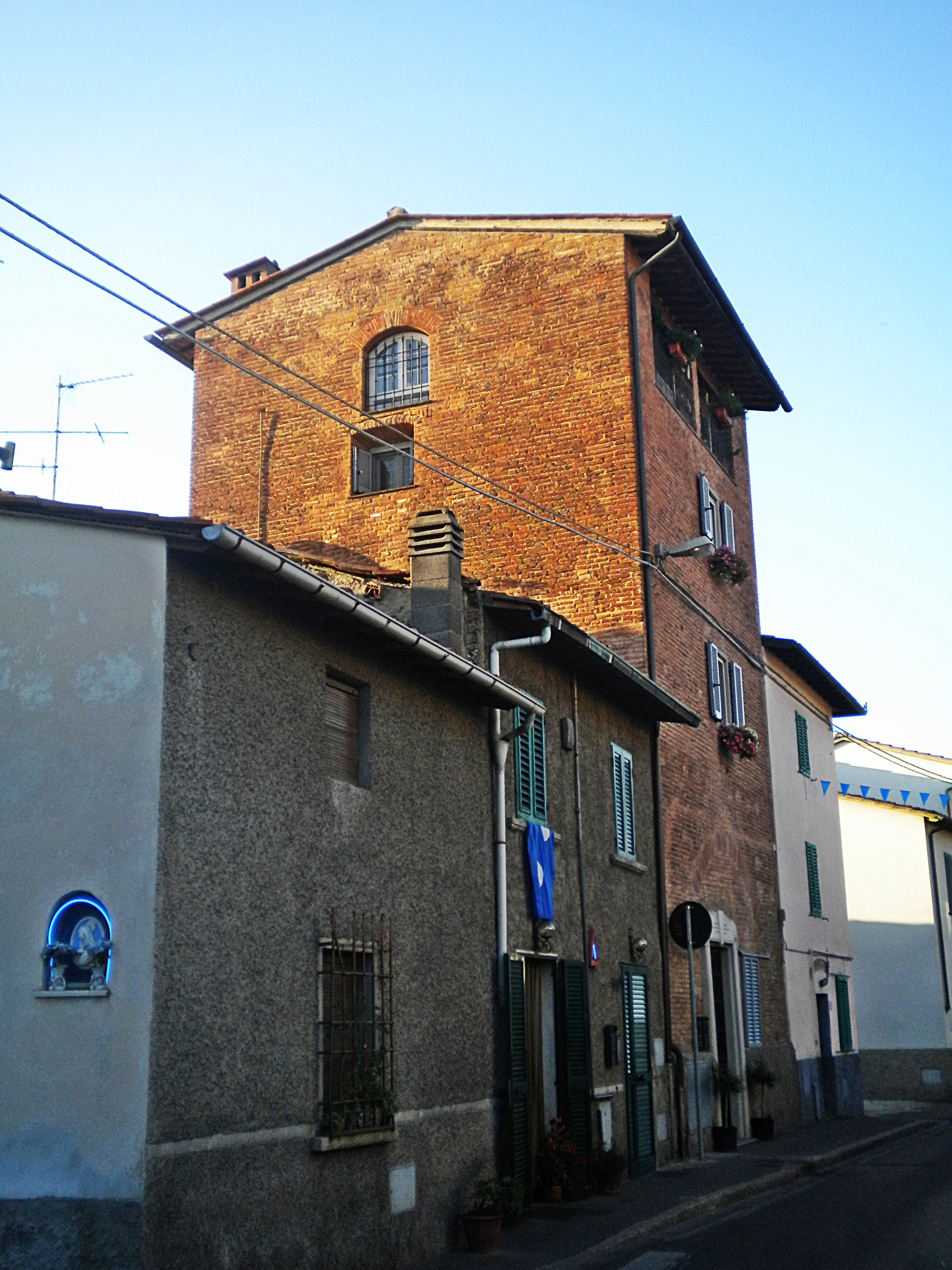
Casatorre

## Infrastrutture e trasporti

### Strade
San Giorgio è collegata alle altre città tramite la Strada statale 66 Pistoiese, raggiungibile dal centro tramite via del Leone e via delle Miccine. Il casello autostradale più vicino è quello di Prato Est, sulla A11.

### Mobilità urbana
La frazione è collegata con Prato tramite la linea 2+ (direzione le Badie-San Giorgio/Santa Lucia-Galceti) con frequenza ogni 30 minuti gestita da Autolinee Toscane.

## Società

### Religione
La religione predominante è quella cattolica; il territorio fa parte della Propositura di San Giorgio a Colonica (Diocesi di Prato).

## Cultura

### Eventi
Si svolge annualmente nella circoscrizione sud, al confine con Campi Bisenzio, la Festabella, che ha aspetti religiosi, sportivi, culturali e gastronomici. Comprende la sagra della pecora e competizioni tra i quattro rioni (Rione Pantera, Cavallo, Tigre e Leone) come la corsa dei "carrettoli" e quella delle botti. 

## Galleria d'immagini

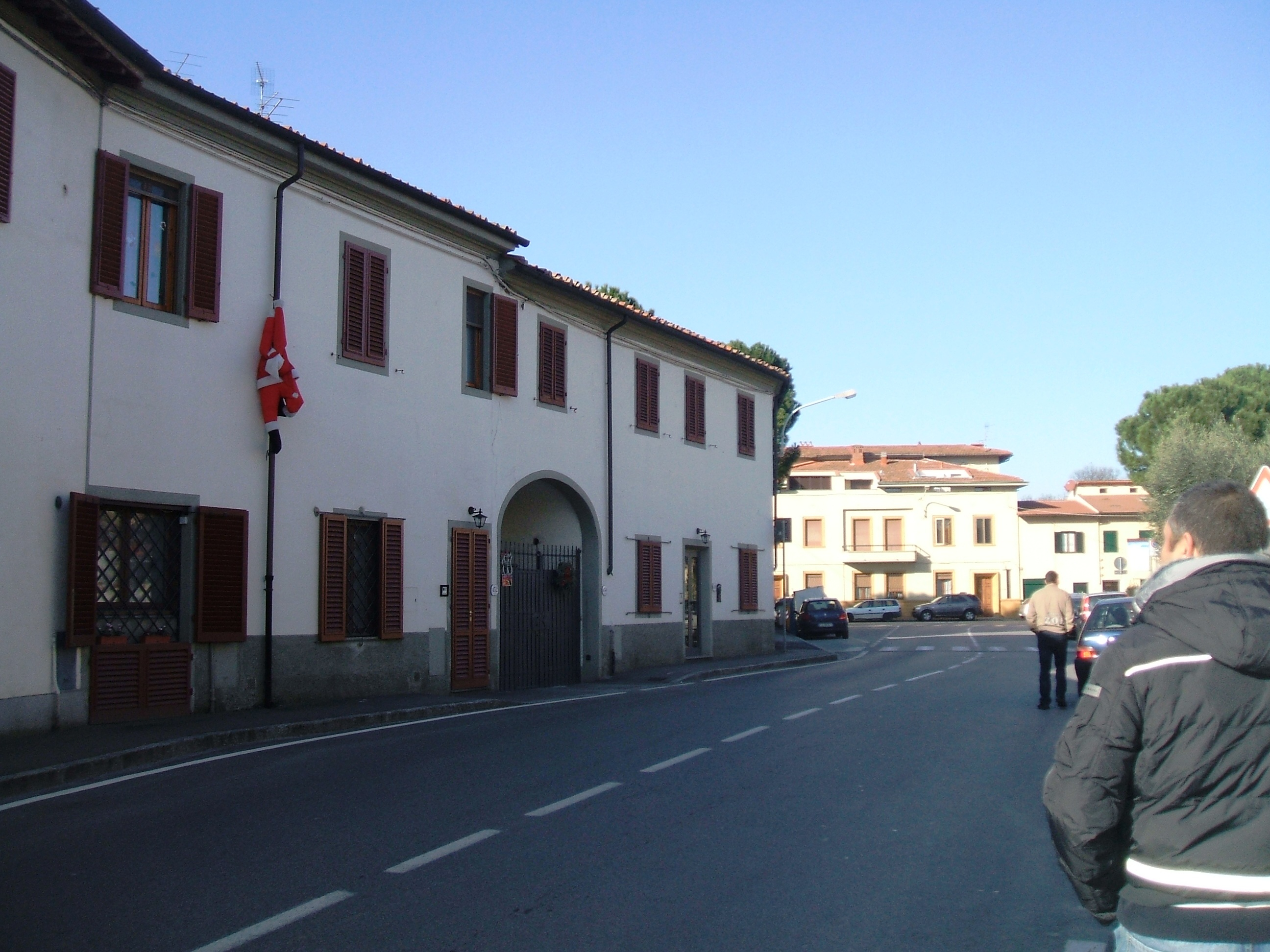
Una via di san Giorgio
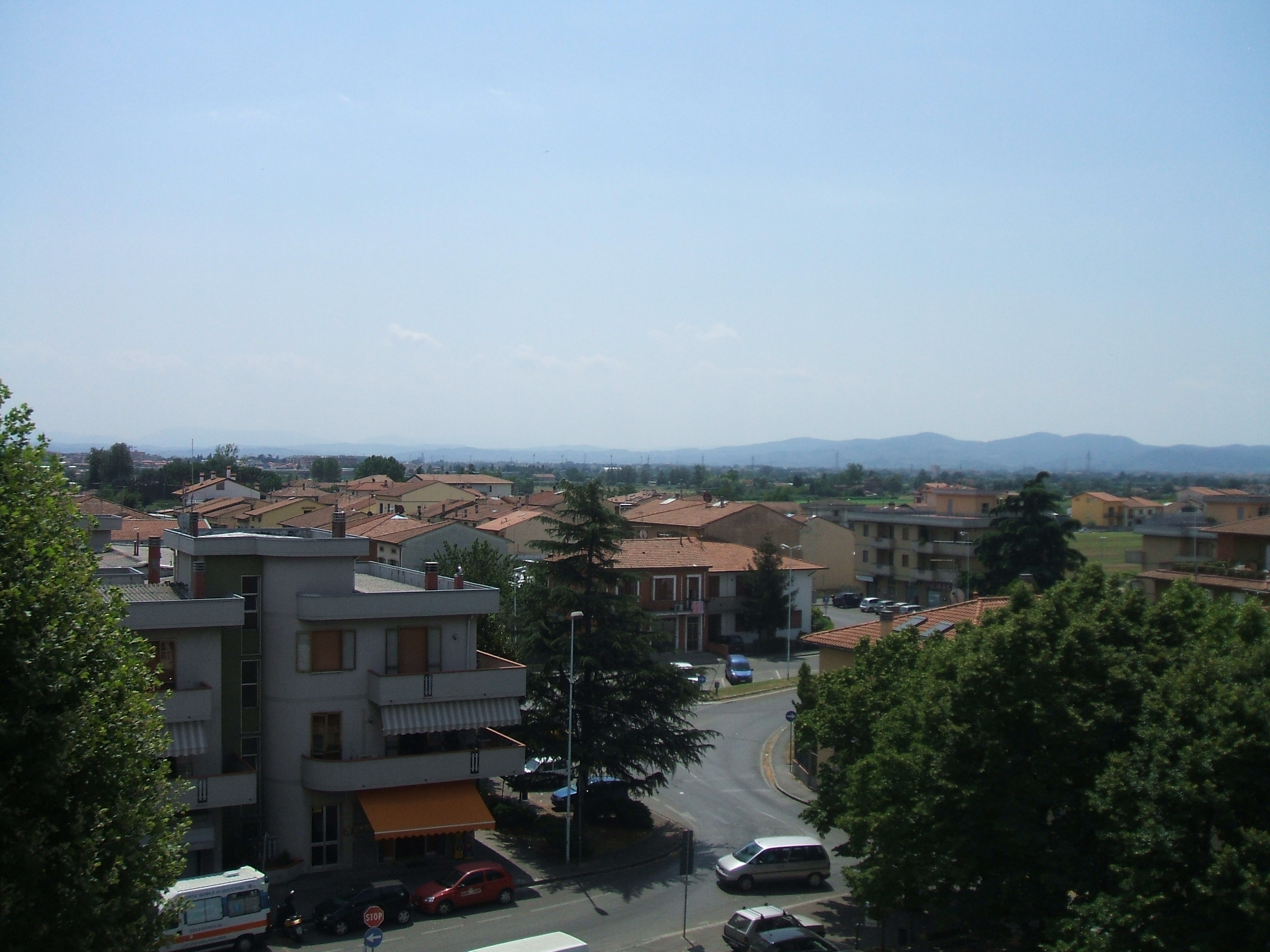
Veduta dal Campanile di san Giorgio
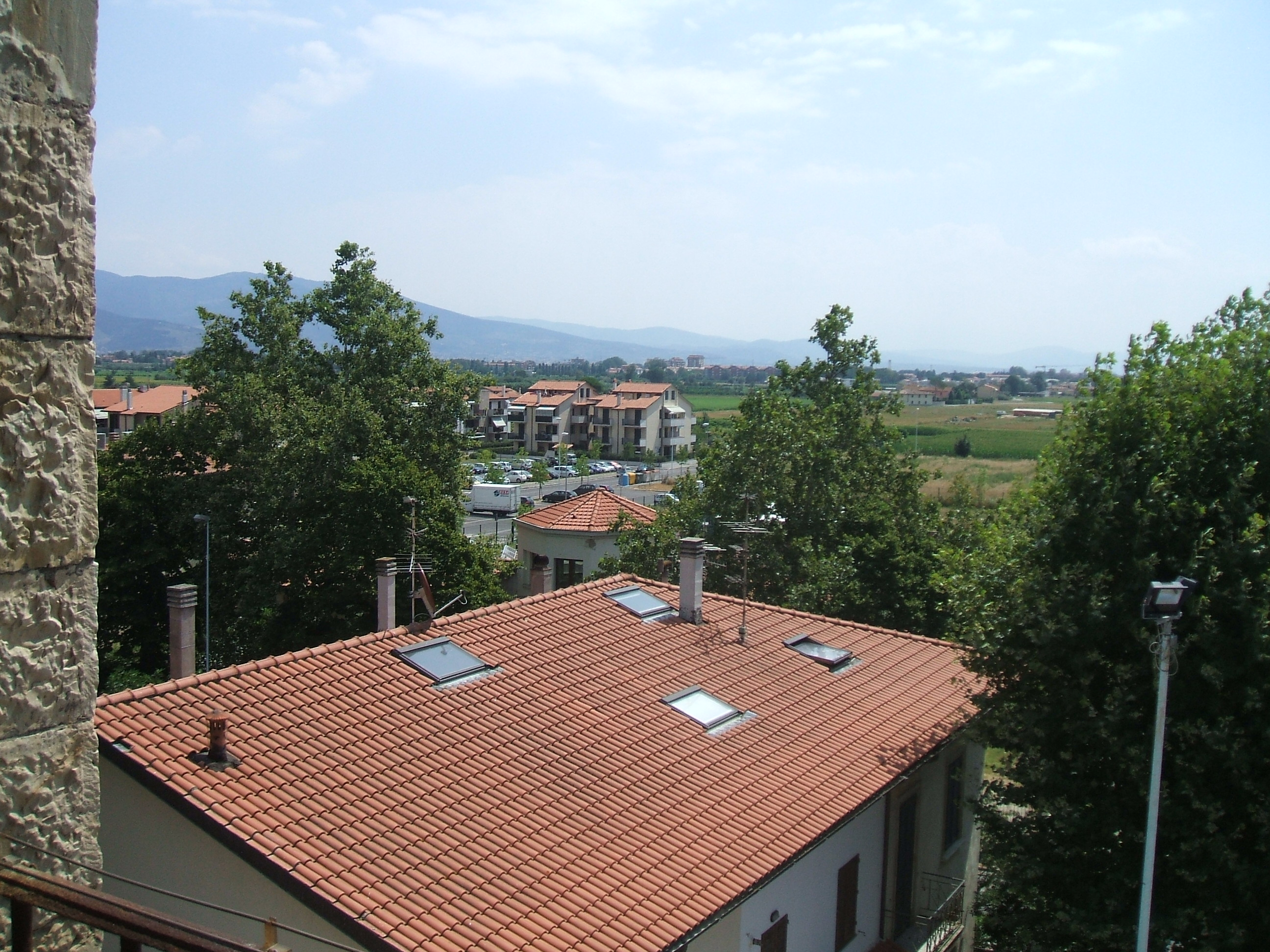
Parte nuova (veduta dal campanile)
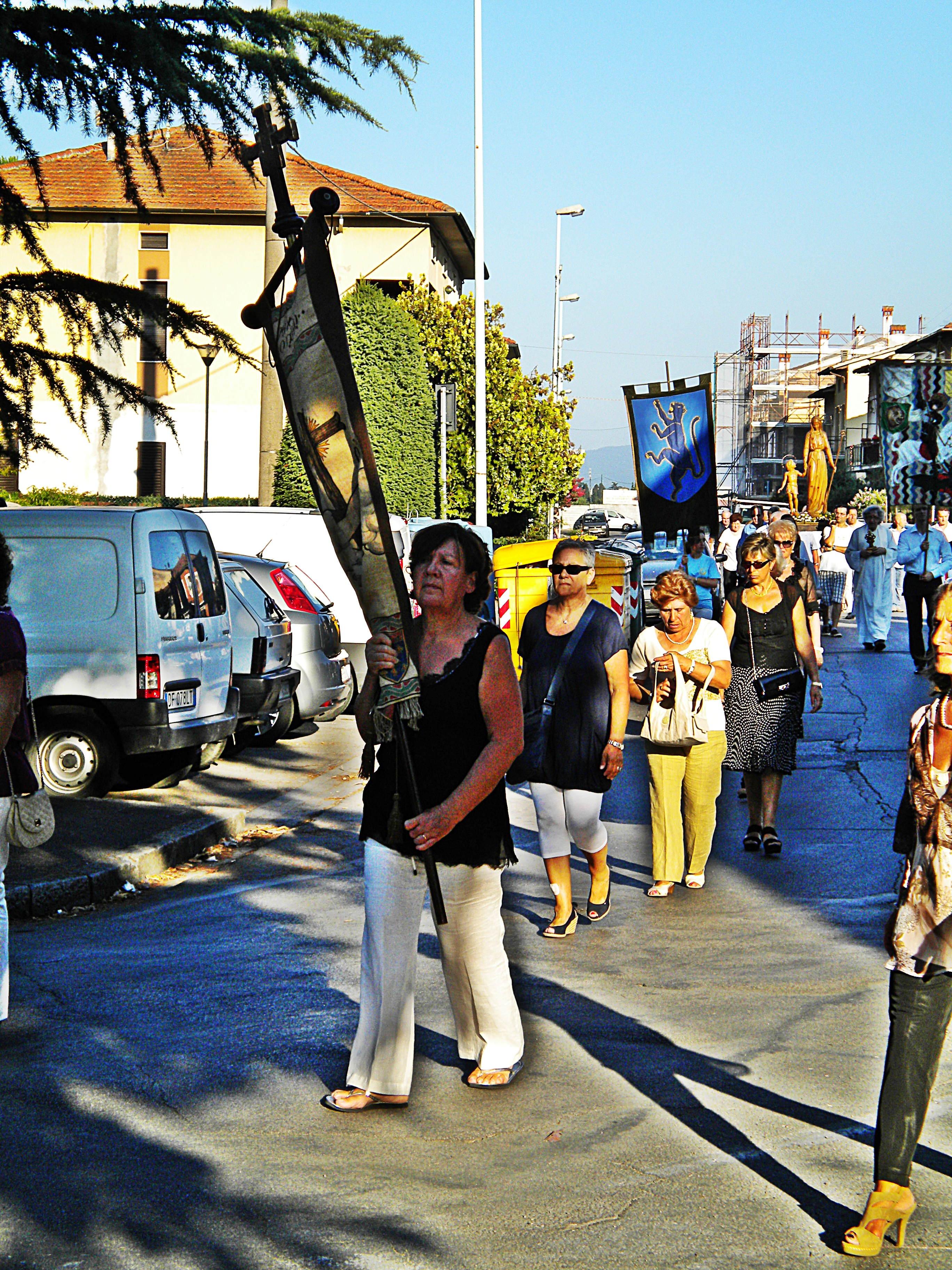
Processione in onore di Maria Divina Pastora, Patrona del paese